# Black Inhale
Black Inhale est un groupe autrichien de ska punk, originaire de Vienne.

## Histoire
Black Inhale est formé en 2009. En août de la même année, leur EP auto-produit Inner Pain sort. En 2011, le groupe signe avec Come Clean Records, qui publie leur premier album A Rule of Force. En 2016, le deuxième album, A Doctrine of Vultures, sort sur Stamping Grounds. Comme l'EP, il est produit par Jens Bogren . En 2017, ils sont nommés pour l'Amadeus Austrian Music Award dans la catégorie Hard and Heavy.
Le 29 mai 2020, leur troisième album Resilience sort à nouveau sur Stamping Grounds. Auparavant, le single numérique Escape Room ainsi que la vidéo Final Sorrow sortent. Peu avant l'enregistrement ou l'écriture des chansons, le groupe se sépare et le chanteur Raffael « Schlo » Trimmal ainsi que le batteur Boris Balogh, qui fait partie du groupe depuis 2012, continuent seuls jusqu'à ce qu'ils trouvent des remplaçants avec Andres Cuenca (guitare) et Mauro Putzer (basse),.
Black Inhale s'est produit lors de différents festivals comme Nova Rock, Summer Breeze, Full Metal Cruise, et le Free and Easy Festival.

## Style musical
Leur style musical rappelle le thrash metal des années 1990 avec des influences du groove metal ainsi que du heavy metal traditionnel. 

## Discographie

### Albums studio
- 2011: Rule of Force (Come Clean Records)
- 2016: A Doctrine of Vultures  (Stamping Ground Records)
- 2020: Resilience (Stamping Ground Records)

### Singles et EP
- 2010 : Inner Pain
- 2020 : Escape Room (single numérique, Stamping Ground Records)